# Demonax tristiculus
Demonax tristiculus là một loài bọ cánh cứng trong họ Cerambycidae.